# La Nucía Spartans

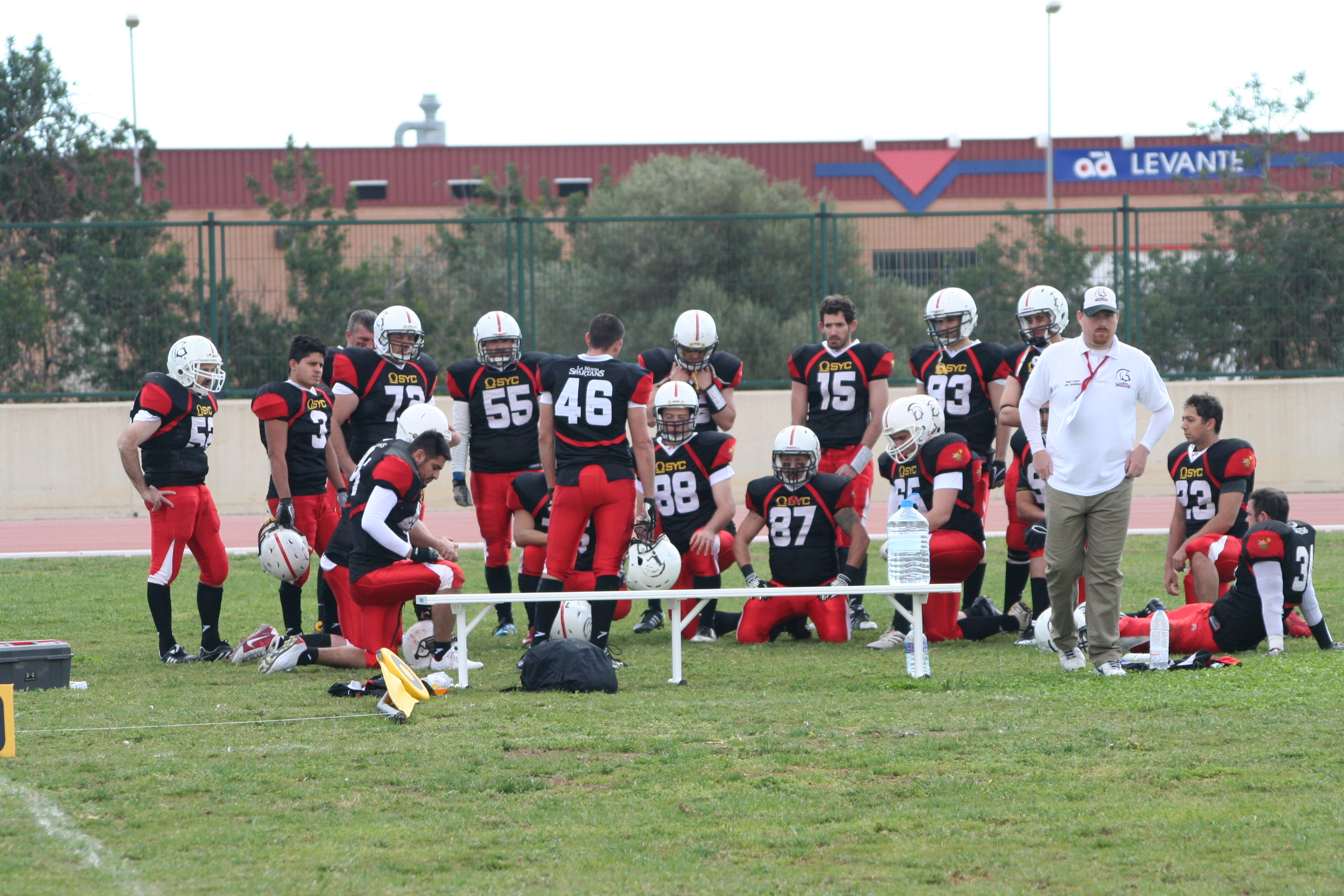
El entrenador, Ben McMahon, junto al equipo en el descanso de un partido

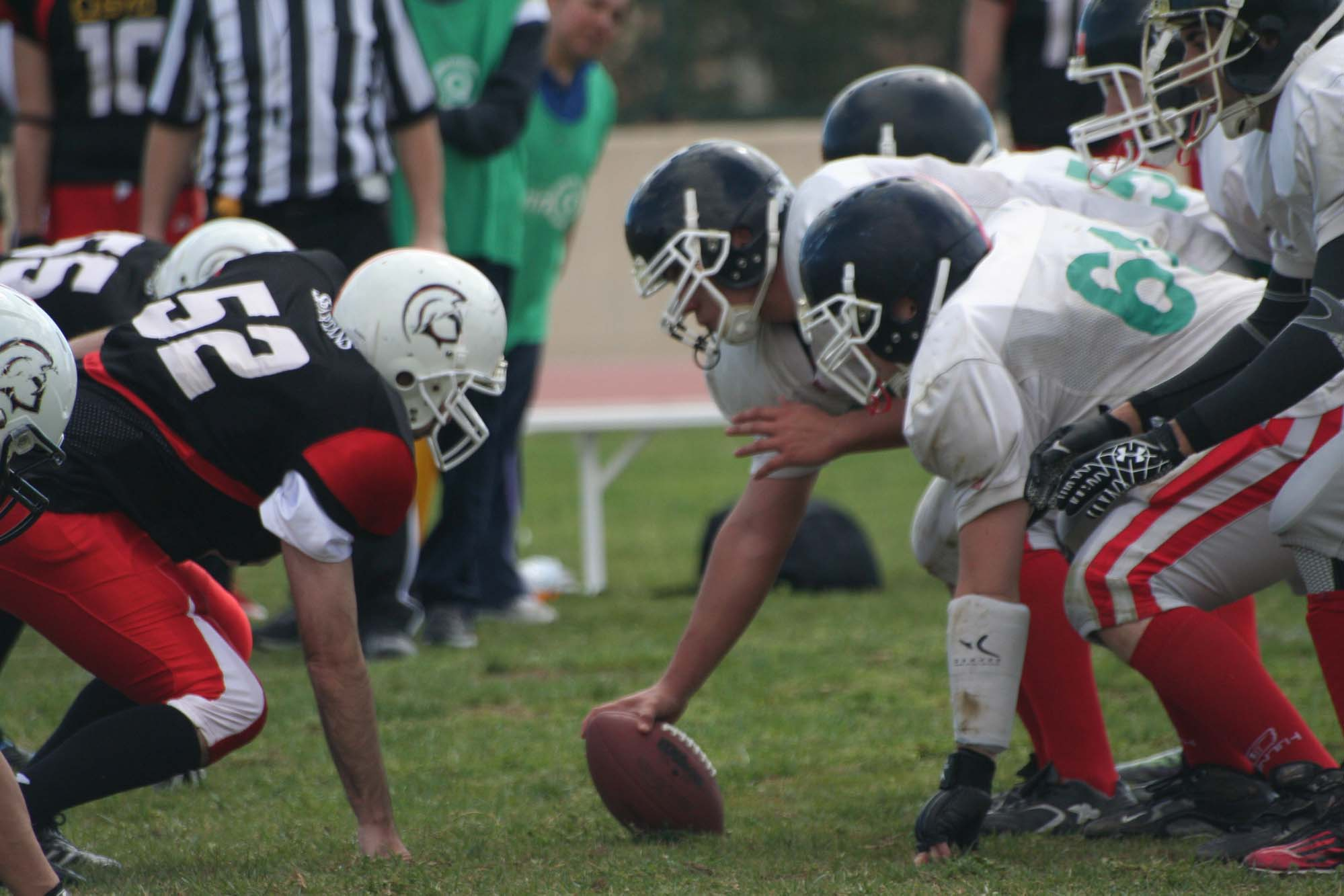
Imagen durante el partido contra Vinaroz IronMans, en marzo de 2012

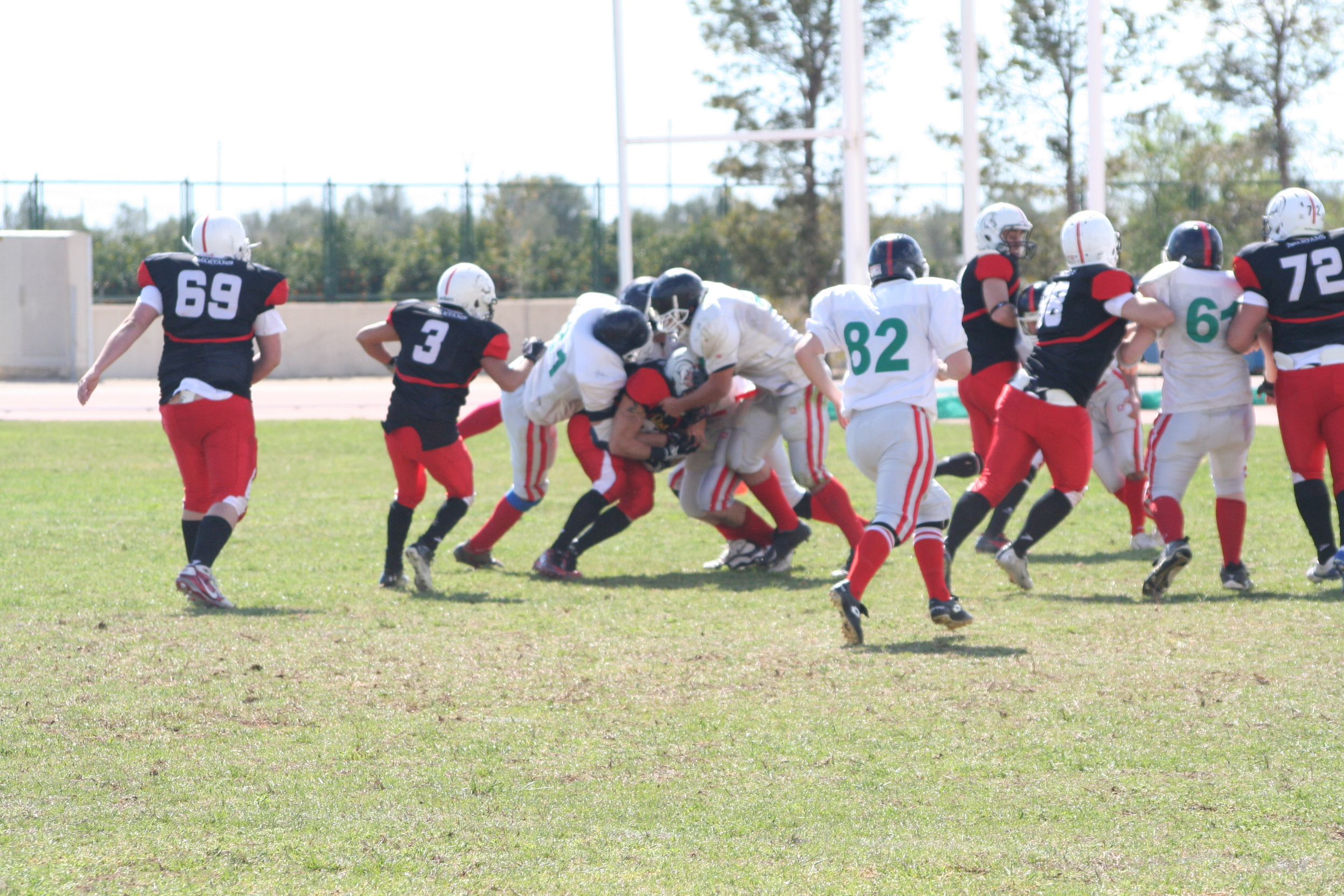
Russell Bradley anotando un touchdown ante tres defensa de Vinaroz IronMans

La Nucía Spartans (español: Espartanos de La Nucía ) es un equipo de fútbol americano de la ciudad de La Nucía (Alicante) España. Actualmente participa en la Liga Valenciana de Fútbol Americano.

## Historia
La Nucía Spartans se fundó en 2010 como equipo de flag football, con tres jugadores provenientes de otros equipos de la región.
Pasados 18 meses desde su nacimiento y dado el aumento de jugadores paso a convertirse en un equipo de contacto (tackleo).

## Equipaje
Los colores representativos del club son el blanco, el rojo y el negro distribuidos de la siguiente manera en el uniforme:
- Casco de color blanco con una franja roja que lo divide en dos y máscara blanca.
- Camiseta de color negro con números blancos y bandas en las mangas de color rojo. La camiseta del segundo equipaje es blanca con los números rojos y bandas rojas en las mangas.
- Pantalón rojo con una banda blanca.
- Medias negras.

## Instalaciones
Desde su creación han utilizado las instalaciones del Polideportivo Camilo Cano, en La Nucía. Los entrenamientos y los partidos se realizan en campos de césped artificial. 

## Bowl de Verano
Torneo de flag que se celebra desde el año 2011 cada mes de agosto, con la participación de diferentes equipos tanto de la Comunidad Valenciana como de Murcia.

## Mascota
Leon-Idas, en referencia al rey espartano Leonidas. Siempre hace acto de presencia en los partidos que realizan en su campo, animando al público.

## Cheerleaders
EL grupo Costa Blanca Flamingos Cheerleading Squad son las cheerleaders oficiales del equipo. Animando antes del partido, en la media parte y en los tiempos muertos.

## Selección nacional femenina fútbol americano
La jugadora María Vallés, ha sido invitada a participar en la concentración del Equipo Nacional Femenino de Football Americano, dicha concentración será determinante para conocer a la Selección Nacional Española que competirá en el Mundial de la categoría, a disputarse en Finlandia a partir del 30 de junio y que finalizará el 6 de julio de 2013, con la disputa de la Fase Final.

## Resultados Contacto
Durante los tres primeros años no participaron en ninguna liga, debido a varios factores como, poca experiencia de la plantilla y la no existencia de una liga regional.
Se jugaron varios partidos amistosos.

- El 17 de marzo de 2012 La Nucia Spartans juegan su primer partido de tackle contra los Cartagena Pretorianos. Con el resultado final de Spartans 13 – 0 Pretorianos[2]

- En el mes de abril, coincidiendo con la Nucia Experience se jugó un 7X7 contra los Valencia Giants. Con el resultado final de Spartans 26 – Giants 46

- El equipo de se desplazó al campo de los Cartagena Pretorianos el nueve de junio. Con el resultado final de Pretorianos 37 - 34 La Nucia Spartans[3]

- El último partido amistoso del año se jugó en el campo de los Spartans contra los Murcia Cobras el veinte dos de diciembre. Con el resultado final de La Nucia Spartans 12 – Murcia Cobras 38[4]

- Febrero - abril de 2013 Subcampeón de la I Liga Valenciana de Fútbol Americano[5]

## Resultados Flag
| Pos. | Club              | Pts | PJ  | PG  | PP  |
| ---- | ----------------- | --- | --- | --- | --- |
| 1    | La Nucia Spartans | 2   | 666 | 347 | 202 |
| 2    | Sueca Ricers      | 2   | 493 | 262 | 144 |
| 3    | Vinaroz IronMans  | 2   | 458 | 245 | 142 |

| Pos. | Club              | Pts | PJ  | PG  | PP  |
| ---- | ----------------- | --- | --- | --- | --- |
| 1    | La Nucia Spartans | 2   | 666 | 347 | 202 |
| 2    | Sueca Ricers      | 2   | 493 | 262 | 144 |
| 3    | Vinaroz IronMans  | 2   | 458 | 245 | 142 |

| Pos. | Club              | Pts | PJ  | PG  | PP  |
| ---- | ----------------- | --- | --- | --- | --- |
| 1    | La Nucia Spartans | 2   | 666 | 347 | 202 |
| 2    | Sueca Ricers      | 2   | 493 | 262 | 144 |
| 3    | Vinaroz IronMans  | 2   | 458 | 245 | 142 |

| Pos. | Club              | Pts | PJ  | PG  | PP  |
| ---- | ----------------- | --- | --- | --- | --- |
| 1    | La Nucia Spartans | 2   | 666 | 347 | 202 |
| 2    | Sueca Ricers      | 2   | 493 | 262 | 144 |
| 3    | Vinaroz IronMans  | 2   | 458 | 245 | 142 |

| Pos. | Club              | Pts | PJ  | PG  | PP  |
| ---- | ----------------- | --- | --- | --- | --- |
| 1    | La Nucia Spartans | 2   | 666 | 347 | 202 |
| 2    | Sueca Ricers      | 2   | 493 | 262 | 144 |
| 3    | Vinaroz IronMans  | 2   | 458 | 245 | 142 |

| Pos. | Club              | Pts | PJ  | PG  | PP  |
| ---- | ----------------- | --- | --- | --- | --- |
| 1    | La Nucia Spartans | 2   | 666 | 347 | 202 |
| 2    | Sueca Ricers      | 2   | 493 | 262 | 144 |
| 3    | Vinaroz IronMans  | 2   | 458 | 245 | 142 |

| Pos. | Club              | Pts | PJ  | PG  | PP  |
| ---- | ----------------- | --- | --- | --- | --- |
| 1    | La Nucia Spartans | 2   | 666 | 347 | 202 |
| 2    | Sueca Ricers      | 2   | 493 | 262 | 144 |
| 3    | Vinaroz IronMans  | 2   | 458 | 245 | 142 |

| Pos. | Club              | Pts | PJ  | PG  | PP  |
| ---- | ----------------- | --- | --- | --- | --- |
| 1    | La Nucia Spartans | 2   | 666 | 347 | 202 |
| 2    | Sueca Ricers      | 2   | 493 | 262 | 144 |
| 3    | Vinaroz IronMans  | 2   | 458 | 245 | 142 |

| Pos. | Club              | Pts | PJ  | PG  | PP  |
| ---- | ----------------- | --- | --- | --- | --- |
| 1    | La Nucia Spartans | 2   | 666 | 347 | 202 |
| 2    | Sueca Ricers      | 2   | 493 | 262 | 144 |
| 3    | Vinaroz IronMans  | 2   | 458 | 245 | 142 |

| Pos. | Club              | Pts | PJ  | PG  | PP  |
| ---- | ----------------- | --- | --- | --- | --- |
| 1    | La Nucia Spartans | 2   | 666 | 347 | 202 |
| 2    | Sueca Ricers      | 2   | 493 | 262 | 144 |
| 3    | Vinaroz IronMans  | 2   | 458 | 245 | 142 |

| Pos. | Club              | Pts | PJ  | PG  | PP  |
| ---- | ----------------- | --- | --- | --- | --- |
| 1    | La Nucia Spartans | 2   | 666 | 347 | 202 |
| 2    | Sueca Ricers      | 2   | 493 | 262 | 144 |
| 3    | Vinaroz IronMans  | 2   | 458 | 245 | 142 |